# 廖湘科
廖湘科（1963年9月14日—），男，汉族，湖南涟源人，中国计算机软件专家，中国工程院院士，国防科技大学计算机科学院院长。主持研制了天河一号、天河二号高性能计算机和麒麟操作系统。